# 九口乡
九口乡，是中华人民共和国四川省凉山彝族自治州美姑县下辖的一个乡镇级行政单位。

## 行政区划
九口乡下辖以下地区：
瓦乌村、九口村、四峨吉村、尼则村、瓦洛千哈村、瓦洛村、波窝苦村、勒伍村、勒合村、达洛村、拉木克库村和尔玛洛西村。